# اولاف هولچک
اولاف هولچک (انگلیسی: Olaf Holetschek؛ زادهٔ ۱۲ ژوئیهٔ ۱۹۶۸) بازیکن فوتبال اهل آلمان است.
از باشگاه‌هایی که در آن بازی کرده‌است می‌توان به باشگاه فوتبال هانزا روستوک، باشگاه فوتبال کارل زایس ینا، و باشگاه فوتبال کمنیتس اشاره کرد.